# Turbine Turgo

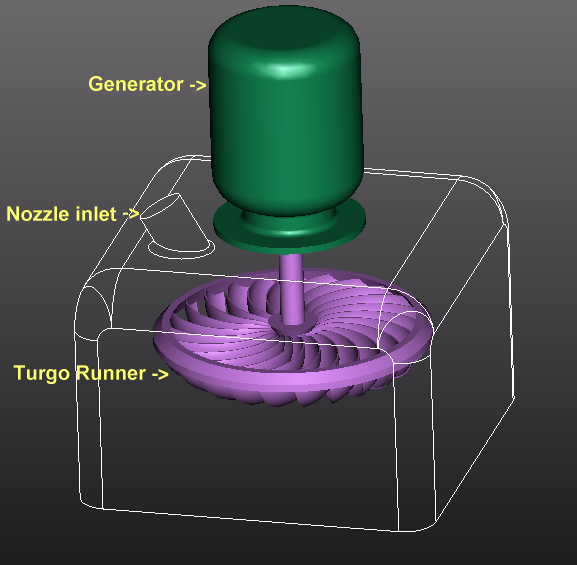
Une turbine Turgo et son générateur

La turbine Turgo est une turbine hydraulique à action conçue pour des hauteurs de chute moyennes. Le rendement énergétique des turbines Turgo atteint 87 %. En laboratoire, il peut avoisiner 90 %.
Développée en 1919 par l'entreprise britannique Gilkes comme une modification de la turbine Pelton, la Turgo possède quelques avantages sur la turbine Francis et la turbine Pelton pour certaines applications.
Premièrement, le rotor est moins coûteux que celui d'une turbine Pelton. Deuxièmement, elle ne requiert pas un compartiment étanche comme la turbine Francis. Enfin, elle a une vitesse spécifique plus élevée et a la capacité de gérer un flux hydraulique plus grand qu'une turbine Pelton de même taille, ce qui conduit à des réductions de coût supplémentaires.
Les turbines Turgo opèrent avec des hauteurs de chute pour lesquelles les turbines Francis et Pelton se chevauchent. Ce type de turbine est utilisé dans plusieurs grandes installations et elles sont aussi populaires dans les petites installations où le prix est très important.